# Leichtathletik-U20-Asienmeisterschaften 2024
Die 21. Leichtathletik-U20-Asienmeisterschaften fanden vom 24. bis zum 27. April 2024 im Dubai statt, womit die Meisterschaften erstmals in den Vereinigten Arabischen Emiraten stattfanden.

## Ergebnisse

### Männer

#### 100 m
| Platz | Athlet                  | Land | Zeit (s)    |
| ----- | ----------------------- | ---- | ----------- |
| 1     | Zeng Keli               | CHN  | 10,19 CR PB |
| 2     | Chan Yat Lok            | HKG  | 10,41       |
| 3     | Kwok Chun Ting          | HKG  | 10,46 PB    |
| 4     | Yaqoub Mohamed al-Azemi | KUW  | 10,53 PB    |
| 5     | Merone Wijesinghe       | LKA  | 10,54 PB    |
| 6     | Wu Haolin               | CHN  | 10,54       |
| 7     | Kim Jeong-yoon          | KOR  | 10,55       |
| 8     | Hensen Yap              | MAS  | 10,68       |

Finale: 25. April
Wind: +0,4 m/s

#### 200 m
| Platz    | Athlet                    | Land | Zeit (s)    |
| -------- | ------------------------- | ---- | ----------- |
| 1        | Wirayut Daenkhanob        | THA  | 20,84 PB    |
| 2        | Magnus Johannsson         | HKG  | 20,92 NU20R |
| 3        | Aidil Auf Hajam           | MAS  | 21,28 PB    |
| 4        | Sarawut Nuansri           | THA  | 21,30       |
| 5        | Mubarak Bader al-Qahtani  | KSA  | 21,34 PB    |
| 6        | Dondapati Mrutyam Jayaram | IND  | 21,54       |
|          | Meng Desheng              | CHN  | DNF         |
| Hua Qing | CHN                       | DNF  |             |

Finale: 26. April
Wind: +1,2 m/s

#### 400 m
| Platz | Athlet                 | Land | Zeit (s)       |
| ----- | ---------------------- | ---- | -------------- |
| 1     | Wumaier Ailixier       | CHN  | 45,53 CR NU20R |
| 2     | Li Yiqing              | CHN  | 46,61          |
| 3     | Aman Chaudhary         | IND  | 47,53          |
| 4     | Hiroto Syougomori      | JPN  | 47,61          |
| 5     | Khunaphat Kaijan       | THA  | 48,00          |
| 6     | Mohammad Sajjad Aghaei | IRN  | 48,13          |
| 7     | Ismail Maulana         | INA  | 48,28          |
| 8     | Muhammad Khalil Helmi  | MAS  | 48,45          |

Finale: 26. April

#### 800 m
| Platz | Athlet                  | Land | Zeit (min) |
| ----- | ----------------------- | ---- | ---------- |
| 1     | Kō Ochiai               | JPN  | 1:48,01    |
| 2     | Hatim Aït Oulghazi      | QAT  | 1:48,39 PB |
| 3     | Hironori Tachizako      | JPN  | 1:49,73    |
| 4     | Ibrahim Haydar Abdalla  | QAT  | 1:50,14 PB |
| 5     | Mohammad Hesam Mozafari | IRN  | 1:52,40    |
| 6     | Abdulaziz Khafif        | KUW  | 1:53,20 PB |
| 7     | Faraj al-Ajeel          | KUW  | 1:54,01    |
| 8     | Kim Seok-hyun           | KOR  | 1:56.49    |

Finale: 27. April

#### 1500 m
| Platz | Athlet                          | Land | Zeit (min) |
| ----- | ------------------------------- | ---- | ---------- |
| 1     | Hatim Aït Oulghazi              | QAT  | 3:50,76    |
| 2     | Priyanshu                       | IND  | 3:50,85    |
| 3     | Mustafa Mohsin                  | IRQ  | 3:51,76 PB |
| 4     | Shafie Sharded Yusuf            | QAT  | 3:53,63    |
| 5     | Rahul Sarnaliya                 | IND  | 3:53,67    |
| 6     | Lin Yu-an                       | TPE  | 3:55,50    |
| 7     | Aibol Omar                      | KAZ  | 3:56,97 PB |
| 8     | Mahmoud Abdulrahman al-Shanqiti | KSA  | 3:57,42 PB |

24. April

#### 3000 m
| Platz | Athlet                 | Land | Zeit (min) |
| ----- | ---------------------- | ---- | ---------- |
| 1     | Youta Mashiko          | JPN  | 8:16,06    |
| 2     | Gaurav Bhosale         | IND  | 8:31,20 PB |
| 3     | Vikas Kumar            | IND  | 8:33,00    |
| 4     | Hsu Li-hung            | TPE  | 8:35,40 PB |
| 5     | Shafie Sharded Yusuf   | QAT  | 8:35,66 PB |
| 6     | Ibrahim Abdullah Yahya | IRQ  | 8:35,88 PB |
| 7     | Zainulabdeen Mokhles   | IRQ  | 8:36,28 PB |
| 8     | Aibol Omar             | KAZ  | 8:36,55 PB |

27. April

#### 5000 m
| Platz | Athlet                  | Land | Zeit (min)  |
| ----- | ----------------------- | ---- | ----------- |
| 1     | Sōta Orita              | JPN  | 14:08,71 CR |
| 2     | Vinod Singh             | IND  | 14:09,44 PB |
| 3     | Kaito Iida              | JPN  | 14:09,63    |
| 4     | Gaurav Bhosale          | IND  | 14:15,21 PB |
| 5     | Hsu Li-hung             | TPE  | 14:50,88    |
| 6     | Ibrahim Abdullah Yahya  | IRQ  | 15:11,32 PB |
| 7     | Alkhalifah Ali Zaki     | KSA  | 15:23,45 PB |
| 8     | Almami Omar Abdulrahman | KSA  | 16:14,74 PB |

25. April

#### 110 m Hürden (99 cm)
| Platz | Athlet              | Land | Zeit (s)       |
| ----- | ------------------- | ---- | -------------- |
| 1     | Oumar Doudai Abakar | QAT  | 13,24 CR NU20R |
| 2     | Chen Yuanjiang      | CHN  | 13,26 PB       |
| 3     | Yuki Hojo           | JPN  | 13,74          |
| 4     | Hwang Eui-chan      | KOR  | 13,78 PB       |
| 5     | Kyōsuke Yamanaka    | JPN  | 13,78          |
| 6     | Bogdan Gontscharow  | KAZ  | 13,91          |
| 7     | Lucas Fun Le Cong   | SGP  | 13,97 PB       |
| 8     | Kwok Chun Ting      | HKG  | 15,18          |

Finale: 26. April
Wind: +1,2 m/s

#### 400 m Hürden
| Platz | Athlet                    | Land | Zeit (s) |
| ----- | ------------------------- | ---- | -------- |
| 1     | Syota Fuchigami           | JPN  | 49,97 PB |
| 2     | Cai Yuchen                | CHN  | 51,88 PB |
| 3     | Kim Jeong-hyun            | KOR  | 52,00    |
| 4     | Abbas Oudah al-Khawaf     | IRQ  | 52,21 PB |
| 5     | Mahamat Abakar Abdrahman  | QAT  | 52,63    |
| 6     | K.L.A. Akalanka           | LKA  | 52,84 PB |
| 7     | Ali Abdulfattah al-Rumayh | KSA  | 53,56    |
| 8     | Naif Rashid al-Subaie     | KSA  | 53,95 PB |

Finale: 26. April

#### 3000 m Hindernis
| Platz | Athlet                      | Land | Zeit (min)  |
| ----- | --------------------------- | ---- | ----------- |
| 1     | Ranvir Kumar                | IND  | 09:22,67    |
| 2     | Mustafa Mohsin              | IRQ  | 09:28,84 PB |
| 3     | Bader Fouad Ahmed al-Ghamdi | KSA  | 09:36,78 PB |
| 4     | Alexander Akimow            | KAZ  | 10:06,99 PB |
| 5     | Iwan Gontscharow            | KAZ  | 10:48,38 PB |

25. April

#### 4 × 100 m Staffel
| Platz | Land          | Athleten                                                                              | Zeit (s) |
| ----- | ------------- | ------------------------------------------------------------------------------------- | -------- |
| 1     | Hongkong      | Chan Yat Lok Yip King Wai James Chan Kwok Chun Ting                                   | 39,67    |
| 2     | Sri Lanka     | Malith Thamel Dineth Induwara Weeraratna Indusara Vidushan Rajamuni Merone Wijesinghe | 39,81    |
| 3     | Indien        | Hima Teja Vallipi Karthikeyan Soundararajan Mahendra Santa Dondapati Mrutyam Jayaram  | 40,01    |
| 4     | Thailand      | Phiraphat Ponjon Chutithat Pruksorranan Nattapon Sookkasem Wirayut Daenkhanob         | 40,21    |
| 5     | Malaysia      | Muhammad Sayyid Amin bin Roslan Dexter Bedie Aidil Auf Hajam Hansen Yap               | 40,65    |
| 6     | Singapur      | Weijun Huang Ong Ying Tat Teo Yan En Xu Song                                          | 41,34    |
| 7     | Japan         | Kyousuke Yamanaka Kaito Kuroki Syota Fuchigami Kai Hirasawa                           | 41,98    |
|       | Saudi-Arabien | Hussain Moneer Ali Abdulbaqi Badah Naif Saud Jaber Haqawi Mubarak Salem al-Yami       | DNS      |

Finale: 27. April

#### 4 × 400 m Staffel
| Platz | Land          | Athleten                                                                             | Zeit (min) |
| ----- | ------------- | ------------------------------------------------------------------------------------ | ---------- |
| 1     | Thailand      | Nonthawat Phatdichit Khunaphat Kaijan Chakkaphat Nonthaton Sarawut Nuansri           | 3:09,33    |
| 2     | Indien        | P. Abiram Navpreet Singh Nikhil Suhas Aman Chaudhary                                 | 3:09,36    |
| 3     | Sri Lanka     | R.P.D.A.T. Rajapaksha J.O. Shashintha Silva U.H. Hasindu Nethsara G.W. Jathya Kirulu | 3:09,48    |
| 4     | Katar         | Khalid Wadi Adoum Imrane el-Bouzagaoui Mahamat Abakar Abdrahman Hatim Aït Oulghazi   | 3:10,61    |
| 5     | Saudi-Arabien | Meshal Abdullah Alhuzum Hamzah Naif Rashid al-Subaie Musaad Obaid al-Subaie          | 3:15,81    |
| 6     | Kasachstan    | Madi Tokenow Nikita Petjachin Gleb Juda Iwan Teterin                                 | 3:19,72    |

27. April

#### 10.000 m Bahngehen
| Platz | Athlet         | Land | Zeit (min) |
| ----- | -------------- | ---- | ---------- |
| 1     | Wang Jiaqi     | CHN  | 42:49,17   |
| 2     | Kazuhiro Umeda | JPN  | 43:14,85   |
| 3     | Zhi Ni         | CHN  | 42:47,42   |

25. April

#### Hochsprung
| Platz | Athlet                            | Land | Höhe (m) |
| ----- | --------------------------------- | ---- | -------- |
| 1     | Dong Ziang                        | CHN  | 2,21 PB  |
| 2     | Kaisei Nakatani                   | JPN  | 2,19 PB  |
| 3     | Choi Jin-woo                      | KOR  | 2,11     |
| 4     | Edirisingha Siriwardanalage Denet | LKA  | 2,06 PB  |
| 5     | Agampodi Tharusha Dinushan        | LKA  | 2,06 PB  |
| 6     | Lai Pak Hei                       | HKG  | 2,03 PB  |
| 7     | Hussain Nasser al-Duham           | KSA  | 1,99 PB  |
| 8     | Bogdan Polischjuk                 | KAZ  | 1,99     |

27. April

#### Stabhochsprung
| Platz | Athlet                | Land | Höhe (m) |
| ----- | --------------------- | ---- | -------- |
| 1     | Seif Heneida          | QAT  | 5,51 CR  |
| 2     | Rikuya Yoshida        | JPN  | 5,25 PB  |
| 3     | Dev Meena             | IND  | 5,10     |
| 4     | Ryōta Murakoso        | JPN  | 5,00     |
| 5     | Maxim Balabin         | KAZ  | 4,95     |
| 6     | Arshia Mosadeghi      | IRI  | 4,80     |
| 7     | Kuldeep Kumar         | IND  | 4,80     |
| 8     | Ali Ghassan al-Qassab | KSA  | 4,65 PB  |

26. April

#### Weitsprung
| Platz | Athlet              | Land | Weite (m) |
| ----- | ------------------- | ---- | --------- |
| 1     | Wei Junzheng        | CHN  | 7,76 PB   |
| 2     | Zhang Shengming     | CHN  | 7,58      |
| 3     | Mohd. Atta Sazid    | IND  | 7,52      |
| 4     | Kangli Emery Conrad | SGP  | 7,47 PB   |
| 5     | Shahnavaz           | IND  | 7,39      |
| 6     | Wadim Karnauchow    | KAZ  | 7,31      |
| 7     | Aziz Sobirov        | UZB  | 7,29 PB   |
| 8     | Hang Tang Zhi       | MAS  | 7,02 PB   |

Finale: 27. April

#### Dreisprung
| Platz | Athlet               | Land | Weite (m) |
| ----- | -------------------- | ---- | --------- |
| 1     | Xu Hetong            | CHN  | 15,85     |
| 2     | Sami Bakhit          | KSA  | 15,71 PB  |
| 3     | Ng Tak Sing          | MAS  | 15,62 PB  |
| 4     | Jeong Tae-sik        | KOR  | 15,52     |
| 5     | Alnasfan Ali Hussain | KSA  | 15,36 PB  |
| 6     | Ikhtiyor Ahmagjonov  | UZB  | 14,89 PB  |
| 7     | Cheung Wing Lok      | HKG  | 14,51     |
| 8     | Georgi Li            | KAZ  | 14,48 w   |

26. April

#### Kugelstoßen (6 kg)
| Platz | Athlet                     | Land | Weite (m) |
| ----- | -------------------------- | ---- | --------- |
| 1     | Anurag Singh               | IND  | 19,23 PB  |
| 2     | Park Si-hoon               | KOR  | 19,23     |
| 3     | Siddharth Choudhary        | IND  | 19,02     |
| 4     | Bader Naji                 | KSA  | 17,85 PB  |
| 5     | Hussain al-Nasser          | KUW  | 14,86 PB  |
| 6     | Konstantin Uteschew        | KAZ  | 14,83 PB  |
| 7     | Afrizal Faiz               | INA  | 14,03     |
| 8     | Salem Yusuf Salem Mohammad | VAE  | 12,76     |

25. April

#### Diskuswurf (1,75 kg)
| Platz | Athlet                   | Land | Weite (m) |
| ----- | ------------------------ | ---- | --------- |
| 1     | Djibrine Adoum           | QAT  | 54,80     |
| 2     | Ritik                    | IND  | 53,01     |
| 3     | Hassan Mubarak al-Ahsaee | KSA  | 50,41 PB  |
| 4     | Bader Naji               | KSA  | 48,93 PB  |
| 5     | Konstantin Uteschew      | KAZ  | 47,15 PB  |
| 6     | Hamad Dhawi al-Sultan    | QAT  | 45,78 PB  |

24. April

#### Hammerwurf (6,0 kg)
| Platz | Athlet                 | Land | Weite (m) |
| ----- | ---------------------- | ---- | --------- |
| 1     | Harshit Kumar          | IND  | 66,70 PB  |
| 2     | Mahdi Haft Chesmeh     | IRN  | 53,01     |
| 3     | Prateek                | IND  | 65,97     |
| 4     | Ali Sarvari            | IRN  | 64,29 PB  |
| 5     | Talal al-Rushoud       | KUW  | 64,26 PB  |
| 6     | Khaled Buhaimed        | KUW  | 60,59 PB  |
| 7     | Muxammadali Sodikov    | UZB  | 59,42 PB  |
| 8     | Hussain Fathi al-Saeed | KSA  | 57,79     |

24. April

#### Speerwurf
| Platz | Athlet          | Land | Weite (m) |
| ----- | --------------- | ---- | --------- |
| 1     | Dipanshu Sharma | IND  | 70,29     |
| 2     | Rohan Yadav     | IND  | 70,03 PB  |
| 3     | Jeong Jun-seok  | KOR  | 65,32     |
| 4     | Achmad Zaenuri  | INA  | 52,32     |
| 5     | Nurdaulet Maman | KAZ  | 51,66     |

24. April

#### Zehnkampf
| Platz | Athlet         | Land | Punkte  |
| ----- | -------------- | ---- | ------- |
| 1     | Nodir Norbayev | UZB  | 7122 PB |
| 2     | Nam Hynu-bin   | KOR  | 6366    |
| 3     | Iwan Sening    | KAZ  | 6274 PB |
| 4     | Michail Kotow  | KAZ  | 6209 PB |
|       | Osama al-Ali   | SYR  | DNF     |

24./25. April

### Mädchen

#### 100 m
| Platz | Athletin              | Land | Zeit (s)    |
| ----- | --------------------- | ---- | ----------- |
| 1     | Chen Yujie            | CHN  | 11,32 CR PB |
| 2     | Trần Thị Nhi Yến      | VIE  | 11,40       |
| 3     | Misaki Morimoto       | JPN  | 11,79 PB    |
| 4     | Athicha Phetkun       | THA  | 11,99       |
| 5     | Chen Nuoxin           | CHN  | 12,00 PB    |
| 6     | Jirapat Khanonta      | THA  | 12,04 PB    |
| 7     | Chloe Pak             | HKG  | 12,06 PB    |
| 8     | Serena Cheuk Man Tang | HKG  | 12,15       |

Finale: 25. April
Wind: +0,7 m/s

#### 200 m
| Platz | Athletin                           | Land | Zeit (s) |
| ----- | ---------------------------------- | ---- | -------- |
| 1     | Liu Yinglan                        | CHN  | 22,94    |
| 2     | Trần Thị Nhi Yến                   | VIE  | 23,48    |
| 3     | Jirapat Khanonta                   | THA  | 24,34    |
| 4     | Yau Sin Ting                       | HKG  | 24,56    |
| 5     | Jonbibi Hukmova                    | UZB  | 24,57    |
| 6     | Luo Wen                            | CHN  | 24,59    |
| 7     | Yip Man Yan                        | HKG  | 24,80    |
| 8     | Izzatul Musfirah Binti Ahmad Kamal | MAS  | 24,89    |

Finale: 26. April
Wind: +2,2 m/s

#### 400 m
| Platz | Athletin          | Land | Zeit (s) |
| ----- | ----------------- | ---- | -------- |
| 1     | Jonbibi Hukmova   | UZB  | 55,00 PB |
| 2     | Wang Yalun        | CHN  | 55,45    |
| 3     | Marija Schuwalowa | KAZ  | 55,99 PB |
| 4     | Zhang Caixia      | CHN  | 56,46    |
| 5     | Anushka Kumbhar   | IND  | 56,52    |
| 6     | Sofija Kidenko    | KAZ  | 56,78    |
| 7     | Dodla Sai Sange   | IND  | 57,00    |
| 8     | Jane Christa Ming | HKG  | 58,37    |

Finale: 25. April

#### 800 m
| Platz | Athletin             | Land | Zeit (min) |
| ----- | -------------------- | ---- | ---------- |
| 1     | Yuri Nishida         | JPN  | 2:06,55    |
| 2     | Laxita Sandilea      | IND  | 2:07,10 PB |
| 3     | Sari Kamei           | JPN  | 2:07,56    |
| 4     | MG Tharushi Abisheka | LKA  | 2:10,52    |
| 5     | Tanvi Malik          | IND  | 2:13,42    |
| 6     | Liu Yan              | CHN  | 2:15,39    |
| 7     | Park Woo-rim         | KOR  | 2:16,49    |
| 8     | Vũ Thị Trà My        | VIE  | 2:23,50    |

Finale: 26. April

#### 1500 m
| Platz | Athletin           | Land | Zeit (min) |
| ----- | ------------------ | ---- | ---------- |
| 1     | Shieri Doruri      | JPN  | 4:21,41    |
| 2     | Laxita Sandilea    | IND  | 4:25,63    |
| 3     | Liu Yan            | CHN  | 4:30,58    |
| 4     | Ajana Bolatbekqysy | KAZ  | 4:31,89    |
| 5     | Nurul Mutiara      | INA  | 4:32,99 PB |
| 6     | Ana Marie Eugenio  | PHI  | 5:00,43    |
| 7     | Kalpana Budha      | NEP  | 5:02,45    |
| 8     | Sama Mostafa       | LBN  | 5:05,93    |

Finale: 27. April

#### 3000 m
| Platz | Athletin          | Land | Zeit (min)  |
| ----- | ----------------- | ---- | ----------- |
| 1     | Li Yaxuan         | CHN  | 9:12,79 PB  |
| 2     | Narumi Okumoto    | JPN  | 9:25,19     |
| 3     | Nozomi Kondo      | JPN  | 9:38,91     |
| 4     | Prachi Ankush     | IND  | 9:44,28 PB  |
| 5     | Song Da-won       | KOR  | 9:45,44 PB  |
| 6     | Arina Gladyschewa | KAZ  | 9:55,74     |
| 7     | Shilpa Dihora     | IND  | 10:09,47    |
| 8     | Faith Zhen Ford   | SGP  | 10:30,47 PB |

24. April

#### 5000 m
| Platz | Athletin           | Land | Zeit (min)  |
| ----- | ------------------ | ---- | ----------- |
| 1     | Li Yaxuan          | CHN  | 16:34,82    |
| 2     | Ekta Pradeep       | IND  | 16:49,70 PB |
| 3     | Sunita Devi        | IND  | 16:52,54 PB |
| 4     | Arina Gladyschewa  | KAZ  | 17:19,75 PB |
| 5     | Park Hye-min       | KOR  | 17:21,52 PB |
| 6     | Sanija Kudaibergen | KAZ  | 18:52,02    |
|       | Dilshoda Usmanova  | UZB  | DNF         |

27. April

#### 100 m Hürden
| Platz | Athletin                | Land | Zeit (s) |
| ----- | ----------------------- | ---- | -------- |
| 1     | Tenka Taninaka          | JPN  | 13,52    |
| 2     | Anna Matsuda            | JPN  | 13,59    |
| 3     | Unnathi Aiyappa Bolland | IND  | 13,66 PB |
| 4     | Yi Po-an                | TPE  | 13,95    |
| 5     | Chloe Pak               | HKG  | 14,05    |
| 6     | Kristina Jermola        | KAZ  | 14,43    |
| 7     | Sabita Toppo            | IND  | 14,49    |
| 8     | Wu Binbin               | CHN  | DNF      |

Finale: 27. April
Wind: +1,3 m/s
Die Zweitplatzierte Japanerin Anna Matsuda stellte im Vorlauf mit 13,43 s bei regulären Rückenwind einen neuen Meisterschaftsrekord auf.

#### 400 m Hürden
| Platz | Athletin           | Land | Zeit (s) |
| ----- | ------------------ | ---- | -------- |
| 1     | Nazanin Fatemeh    | IRI  | 58,86 NR |
| 2     | Yi Po-an           | TPE  | 58,90    |
| 3     | Shreeya Rajesh     | IND  | 59,20 PB |
| 4     | Mariam Kareem      | VAE  | 59,33 PB |
| 5     | Jekaterina Koloda  | KAZ  | 61,59 PB |
| 6     | J. Jeya Vindhiya   | IND  | 62,06    |
| 7     | Anastassija Koloda | KAZ  | 62,18    |
| 8     | Lê Thị Tuyết Mai   | VIE  | 63,65    |

Finale: 26. April

#### 3000 m Hindernis
| Platz | Athletin          | Land | Zeit (min)  |
| ----- | ----------------- | ---- | ----------- |
| 1     | Ekta Pradeep      | IND  | 10:31,95    |
| 2     | Dilshoda Usmanova | UZB  | 10:41,37    |
| 3     | Mashkura Soybova  | UZB  | 11:31,35 PB |
| 4     | Ana Marie Eugenio | PHI  | 12:09,86    |
| 5     | Abilhan Uldanai   | KAZ  | 12:31,81    |

25. April

#### 4 × 100 m Staffel
| Platz | Land     | Athletinnen                                                                       | Zeit (s) |
| ----- | -------- | --------------------------------------------------------------------------------- | -------- |
| 1     | Hongkong | Janice Cheung Yiu Gi Yip Man Yan Serena Cheuk Man Tang Chloe Pak                  | 46,68    |
| 2     | Thailand | Jirapat Khanonta Phatthraporn Dechanon Suwimol Srateanthong Chanthell Mauricette  | 46,75    |
|       | Indien   | Rujula Amol Bhonsle Neole Anna Cornelio Abinaya Rajarajan Sakshi Champalal Chavan | DSQ      |

27. April

#### 4 × 400 m Staffel
| Platz | Land       | Athletinnen                                                                    | Zeit (min) |
| ----- | ---------- | ------------------------------------------------------------------------------ | ---------- |
| 1     | Indien     | Anuskha Kumbhar Kanista Teena D. Sangeetha Sandra Mol                          | 3:41,50    |
| 2     | Kasachstan | Milana Subarewa Sofija Kidenko Jekaterina Koloda Marija Schuwalowa             | 3:45,71    |
| 3     | Sri Lanka  | Jithma Wijethunga Mahima Dunusinghe M.G. Charuni Pramudika K. Takshima Nuhansa | 3:47,46    |
| 4     | Hongkong   | Cosette Leung Chan Lok Ching Chow Chi Ku Jane Christa Ming                     | 3:54,08    |

27. April

#### 10.000 m Bahngehen
| Platz | Athletin         | Land | Zeit (min) |
| ----- | ---------------- | ---- | ---------- |
| 1     | Peng Liping      | CHN  | 47:22,63   |
| 2     | Baima Zhuoma     | CHN  | 47:36,47   |
| 3     | Aarti            | IND  | 47:45,51   |
| 4     | Ai Oyama         | JPN  | 49:38,93   |
| 5     | Sabrina Arsijewa | KAZ  | 54:29,41   |

25. April

#### Hochsprung
| Platz | Athletin              | Land | Höhe (m) |
| ----- | --------------------- | ---- | -------- |
| 1     | Barnoxon Sayfullayeva | UZB  | 1,83     |
| 2     | Faina Merimanowa      | KAZ  | 1,76 PB  |
| 3     | Emiliya Rudina        | UZB  | 1,74 PB  |
| 4     | Arina Maljugina       | KAZ  | 1,74     |
| 5     | Yang Zhichu           | HKG  | 1,65 =PB |
| 6     | Yiu Hong Ching        | HKG  | 1,65 PB  |

24. April

#### Stabhochsprung
| Platz | Athletin            | Land | Höhe (m) |
| ----- | ------------------- | ---- | -------- |
| 1     | Miku Yanagawa       | JPN  | 3,85     |
| 2     | Anna Tscherkaschina | KAZ  | 3,60     |
| 3     | Maria Andriany      | INA  | 3,60     |
| 4     | Elmira Kabirowa     | KAZ  | 3,45     |
| 5     | Esther Tay          | SGP  | 3,30     |

25. April

#### Weitsprung
| Platz | Athletin             | Land | Weite (m) |
| ----- | -------------------- | ---- | --------- |
| 1     | Pavana Nagaraj       | IND  | 6,32 PB   |
| 2     | Nono Tsuneishi       | JPN  | 6,21 =PB  |
| 3     | Jia Wai Yin          | HKG  | 6,13 PB   |
| 4     | Irina Konitschschewa | KAZ  | 5,99      |
| 5     | Katyea Ebri          | INA  | 5,97 PB   |
| 6     | Xushnoza Shavkatova  | UZB  | 5,89      |
| 7     | Yee Lie Hiu          | HKG  | 5,83 PB   |
| 8     | M.H.N. Herath        | LKA  | 5,78      |

25. April

#### Dreisprung
| Platz | Athletin            | Land | Weite (m) |
| ----- | ------------------- | ---- | --------- |
| 1     | Xushnoza Shavkatova | UZB  | 13,33 PB  |
| 2     | M.H.N. Herath       | LKA  | 13,01 PB  |
| 3     | Jang Seon-gi        | KOR  | 12,67     |
| 4     | Katyea Ebri         | INA  | 12,39 PB  |
| 5     | Diljara Chaibullina | KAZ  | 12,20     |
| 6     | Rishika Awasthi     | IND  | 12,13     |
| 7     | Zhong Chuhan        | SGP  | 12,10     |
| 8     | Yun Seon-yoo        | KOR  | 11,89     |

24. April

#### Kugelstoßen
| Platz | Athletin                 | Land | Weite (m) |
| ----- | ------------------------ | ---- | --------- |
| 1     | Ding Zhuhui              | CHN  | 15,82     |
| 2     | Lin Jiaxin               | CHN  | 15,61     |
| 3     | Park So-jin              | KOR  | 15,13     |
| 4     | Niko Murase              | JPN  | 14,57     |
| 5     | Jekaterina Serebrinikowa | KAZ  | 12,18 PB  |
| 6     | Yulianna Shukina         | UZB  | 11,78     |

26. April

#### Diskuswurf
| Platz | Athletin         | Land | Weite (m)   |
| ----- | ---------------- | ---- | ----------- |
| 1     | Han Bingyang     | CHN  | 56,35 PB    |
| 2     | Amanat Kamboj    | IND  | 50,45 PB    |
| 3     | Zhang Mengyuan   | CHN  | 50,13       |
| 4     | Nikita Kumari    | IND  | 46,84       |
| 5     | Yee Hye-min      | KOR  | 46,62       |
| 6     | Yulianna Shukina | UZB  | 44,20 PB    |
| 7     | Bent al-Huda     | IRQ  | 38,82 NU20R |
| 8     | Courtney Traguia | PHI  | 38,37 PB    |

25. April

#### Hammerwurf
| Platz | Athletin       | Land | Weite (m)   |
| ----- | -------------- | ---- | ----------- |
| 1     | Zhang Jiale    | CHN  | 66,79 CR PB |
| 2     | Fang Ling      | CHN  | 62,35       |
| 3     | Kim Tae-hui    | KOR  | 61,19       |
| 4     | Melika Norouzi | IRN  | 57,26 PB    |
| 5     | Nandni         | IND  | 56,99 PB    |
| 6     | Anushka Yadav  | IND  | 55,81       |
| 7     | Mimi Shimamoto | JPN  | 55,81       |

26. April

#### Speerwurf
| Platz | Athletin              | Land | Weite (m) |
| ----- | --------------------- | ---- | --------- |
| 1     | Chu Pin-hsun          | TPE  | 52,21     |
| 2     | Tai Yu-chin           | TPE  | 52,01     |
| 3     | Miyabi Sono           | JPN  | 51,02     |
| 4     | An Yutong             | CHN  | 50,87     |
| 5     | Wu Yumeng             | CHN  | 50,26 PB  |
| 6     | Ana Bhianca Espenilla | PHI  | 47,00 PB  |
| 7     | Mana Hosseini         | IRN  | 46,19     |
| 8     | Sarah Kwong Sze Oi    | HKG  | 42,45     |

26. April

#### Siebenkampf
| Platz | Athletin             | Land | Punkte  |
| ----- | -------------------- | ---- | ------- |
| 1     | Alina Tschistjakowa  | KAZ  | 5481 PB |
| 2     | Irina Konitschschewa | KAZ  | 5438 PB |
| 3     | Chen Yanqi           | CHN  | 5432 PB |
| 4     | Pavana Nagaraj       | IND  | 5052 PB |
| 5     | Elnaz Mousaei        | IRN  | 4793 PB |
| 6     | Anna Chikalova       | UZB  | 4641 PB |
| 7     | Nour Badr al-Jandan  | KSA  | 2589    |
|       | Raneen al-Zarjawee   | IRQ  | DNF     |

26./27. April

### Mixed

#### 4 × 400 m Staffel
| Platz      | Land | Athleten | Zeit (min) |
| ---------- | --- | --- | ---------- |
| 1          | Volksrepublik China | Wumaier Ailixier Wang Yalun Li Yiqing Liu Yinglan im Vorlauf außerdem: Cai Yuchen Meng Desheng                   | 3:22,46 CR |
| 2          | Indien | P. Abiram Kanista Teena Navpreet Singh Sandra Mol                                                                | 3:24,86    |
| 3          | Sri Lanka | G.W. Jathya Kirulu Jithma Wijethunga R.P.D.A.T. Rajapaksha K.Takshima Nuhansa                                    | 3:28,18    |
| 4          | Kasachstan | Madi Tokenow Sofija Kidenko Iwan Teterin Marija Schuwalowa im Vorlauf außerdem: Nikita Petjachin Milana Subarewa | 3:28,84    |
| 5          | Vietnam | Tạ Ngọc Tưởng Vũ Thị Trà My Lê Quốc Huy Lê Thị Tuyết Mai                                                         | 3:28,52    |
| 6          | Thailand | Nonthawat Phatdichit Angkana Thongtae Pooriphat Kaijun Montida Thongchaikaew                                     | 3:31,10    |
|            | Südkorea | Kim Jeong-hyun Song Da-won Hwang Eui-chan Lee Min-kyung im Vorlauf außerdem: Yun Seon-yoo                        | DSQ        |
| Usbekistan | Nabiyev Umidjon Jonbibi Hukmova Xayotbek Ahmedov Karina Karimova im Vorlauf außerdem: Majidov Javohir Sabrina Goyibnazarova | DSQ |            |

Finale: 26. April